# Système de détection acoustique distribuée
 (octobre 2024).
Si vous disposez d'ouvrages ou d'articles de référence ou si vous connaissez des sites web de qualité traitant du thème abordé ici, merci de compléter l'article en donnant les références utiles à sa vérifiabilité et en les liant à la section « Notes et références ».
Un système de détection acoustique distribuée, ou mesure acoustique distribuée, (en anglais : DAS pour Distributed Acoustic Sensing) utilise des fibres inutilisées de câbles à fibres optiques pour détecter des signaux de contrainte de fréquence acoustique, tout au long du tronçon de fibre (d'où le qualificatif de « distribuée », par opposition à un sismomètre classique qui donne une mesure ponctuelle).
Dans le DAS, le câble à fibre optique est à la fois transporteur et détecteur (capteur) et les mesures sont effectuées, et en partie traitées, à l'aide d'un dispositif optoélectronique attaché, en se basant sur la diffusion de Rayleigh.
Un tel système permet de détecter des séismes, ou au contraire des bruits parfois discrets (par exemple bruits de pas ou de vagues) et le fait sur de grandes distances (la longueur du câble peut aller jusqu'à 100 km), et dans des environnements difficiles, le plus souvent sous-marin. La technologie DAS n'est pas encore mature mais pourrait remplacer les sismographes traditionnels. Un des problèmes est à la quantité de données générées par les câbles de télécommunication qui se compte en centaines de téraoctets par fibre et par semaine. Une telle quantité est impossible à stocker par les scientifiques et implique donc un traitement en temps réel, par des algorithmes d'intelligence artificielle filtrant les données et construisant des modèles.

## Histoire
Dans les années 1980 l'US Navy invente un système de détection de la signature sonore de sous-marins grâce à des câbles à fibres optiques traînés derrière des navires.
À la toute fin du XXe siècle, l'industrie pétrogazière doublait ses pipelines et ses forages avec de la fibre. Une lumière laser rétrodiffusée y détectait des variations anormales de température signifiant un problème de puits ou de rupture de conduite.
La fracturation hydraulique, utilise ensuite des fibres de forage informant l'opérateur du degré de fracturation de la roche et des petits séismes induits par l'injection de fluide de fracturation sous haute-pression dans la roche.
En 2015, des chercheurs utilisent l'une des fibres d'un câble de 15 kilomètres reliant deux centrales géothermiques d'Islande. Ils détectent ainsi des séismes lointains tout en localisant leurs sources sismique. Au même moment en Californie, sous Stanford ,une boucle de fibre de 2,5 kilomètres captait les tremblements de terre, mais aussi les vibrations du trafic, les bruits de pas, voire les vagues sur l'océan. Puis en 2018, Un boîtier interrogateur connecté à une fibre posée par le Monterey Bay Aquarium Research Institute au large de la côte californienne, connectée à divers instruments sous-marins détecte un petit tremblement de terre tout en révélant à 10 km du littoral une zone de faille jusqu'alors inconnue.
Les fibres devraient permettre de mieux comprendre les mouvements sur Terre, et à moindre coût, car là où les sismomètres classiques doivent être espacés de plusieurs kilomètres, la fibre permet une mesure tous les 1 à 2 mètres le long du câble. Des câbles optiques ont ainsi été testés sur des objets géologiques dynamiques tels que des glaciers (dont le glacier du Rhône dans les Alpes suisses) ; des volcans (ex. : le Grímsvötn en Islande où le câble a enregistré en quelques mois plus de 1 800 micro-séismes, à moins de 10 kilomètres de la caldeira, soit plus de 10 fois le nombre repéré par le sismomètre en place) ; le pergélisol (à Fairbanks, en Alaska) ; et divers zones sismiques à risque. Et on espère grâce à eux pouvoir mieux prévoir les mouvements de glaciers et de pergélisols et les avalanches (d'autant que les câbles sont plus faciles à utiliser que les sismomètres traditionnels coûteux et difficiles à déployer dans les environnements très froids), le risque d'éboulis, de coulée de boue et d'éruption volcanique ou de tsunami (ainsi que les pressions changeantes des marées et des courants). Des câbles OceansOffshore réagissent des tempêtes, au trafic maritime et enregistrent des ondes acoustiques sondant les couches de températures océaniques, données utiles à la compréhension du dérèglement climatique. En ville, ils enregistrent des changements de trafic et de fréquentation par les piétons, par exemple corrélés aux dans le contexte pandémique.
En 2020, des chercheurs norvégiens ont réussi grâce à un nouveau type d'interrogateur à détecté des vibrations à 120 kilomètres du rivage, via un simple câble à fibre optique installé au large de Svalbard, détectant non seulement des tremblements de terre de la dorsale médio-atlantique, des tempêtes, des houles océaniques, mais aussi le trafic maritime ou encore les appels solitaires du Rorqual bleu ou du Rorqual commun.

## Principes de base de la détection par fibre optique basée sur la diffusion de Rayleigh
Dans une fibre optique, des informations sont codées dans la lumière. Il se trouve que la silice constituant ces fibres contient toujours de petits défauts. Ces derniers se comportent comme de minuscules miroirs perturbant le flux de photons. Les câbles de réseaux de télécommunications déjà posés contiennent généralement quelques fibres dites « sombres » (ou noires), surnuméraires et non utilisées. Elles peuvent être momentanément ou longuement utilisées par les chercheurs, sans perturber les communications transportées par le câble, par exemple pour capter les vibrations de piétons et de véhicules ou des failles en train de s'activer.
La fibre peut être utilisée à la manière d'un radar : des « interrogateurs » (ou box) y envoient une impulsion laser, puis enregistrent les anomalies de réflexions provenant des défauts échelonnés le long du câble. Chaque fois qu'une onde de pression externe comprime et traverse une section de la fibre, (d'un simple bruit de pas à un séisme), elle modifie la forme et la position les défauts de quelques nanomètres, ce qui induit un léger déphasage de la lumière réfléchie. En envoyant dans la fibre plusieurs milliers d'impulsions par seconde, il est possible de créer l'image d'une onde sismique traversant la fibre, jusqu'à 100 kilomètres voire plus de l'opérateur, et tout le long de la fibre.
Une impulsion laser cohérente est envoyée le long d'une fibre optique, et les sites de diffusion à l'intérieur de la fibre font que la fibre agit comme un interféromètre distribué avec une longueur de jauge approximativement égale à la longueur d'impulsion. L'intensité de la lumière réfléchie est mesurée en fonction du temps après transmission de l'impulsion laser. Ceci est connu sous le nom de réflectométrie optique cohérente dans le domaine temporel de Rayleigh (COTDR). Lorsque l'impulsion a eu le temps de parcourir toute la longueur de la fibre et de revenir, l'impulsion laser suivante peut être envoyée le long de la fibre. Les changements dans l'intensité réfléchie des impulsions successives de la même région de fibre sont provoqués par des changements dans la longueur du chemin optique de cette section de fibre. Ce type de système est très sensible à la fois aux variations de contrainte et de température de la fibre et les mesures peuvent être effectuées presque simultanément à toutes les sections de la fibre.

## Capacités des systèmes basés sur Rayleigh

### Portée maximale
L'impulsion optique est atténuée au fur et à mesure qu'elle se propage le long de la fibre. Pour une fibre monomode fonctionnant à 1 550 nm, l' atténuation est typiquement de 0,2dB/km. La lumière devant faire un double passage le long de chaque section de fibre, cela implique que chaque 1 km provoque une perte totale de 0,4 dB. La portée maximale du système est atteinte quand l'amplitude de l'impulsion réfléchie devient trop faible pour qu'on puisse en obtenir un signal clair. Cet effet ne peut être contrecarré en augmentant la puissance d'entrée car - au-delà d'un certain niveau - ceci induira des effets optiques non linéaires qui perturberont le fonctionnement du système. La plage maximale pouvant être mesurée est généralement de 40 à 50 km.

### Résolution de contrainte
La valeur maximale de déformation mesurable  dépend du rapport porteuse/bruit du signal optique de retour. Le niveau de la porteuse est largement déterminé par l'amplitude du signal optique tandis que le bruit est une combinaison de celui provenant de diverses sources, notamment le bruit laser, le bruit électronique et le bruit du détecteur.

### Résolution spatiale et période d'échantillonnage spatiale
La résolution spatiale est principalement déterminée par la durée de l'impulsion transmise, avec un 100 ns impulsion donnant 10 m résolution étant une valeur typique.
La quantité de lumière réfléchie est proportionnelle à la longueur d'impulsion, il y a donc un compromis entre la résolution spatiale et la portée maximale.
Pour améliorer la portée maximale, il serait souhaitable d'utiliser une longueur d'impulsion plus longue pour augmenter le niveau de lumière réfléchie, mais cela conduit à une résolution spatiale plus importante. Pour que deux signaux soient indépendants, ils doivent être obtenus à partir de deux points de la fibre séparés d'au moins la résolution spatiale. Il est possible d'obtenir des échantillons à des séparations inférieures à la résolution spatiale et bien que cela produise des signaux qui ne sont pas indépendants les uns des autres, une telle approche offre des avantages dans certaines applications. La séparation entre les points d'échantillonnage est parfois appelée période d'échantillonnage spatiale.

### Taux d'acquisition
Avant que la prochaine impulsion laser puisse être transmise, la précédente doit avoir eu le temps de se déplacer jusqu'à l'extrémité de la fibre et pour que les réflexions à partir de là reviennent, sinon les réflexions reviendraient de différentes sections de la fibre en même temps et le système ne fonctionnerait pas correctement. Pour une fibre 50 km de long, la fréquence pulsée maximale est légèrement supérieure à 2 kHz. Par conséquent, des déformations peuvent être mesurées qui varient à des fréquences allant jusqu'à la fréquence de Nyquist de 1 kHz. Des fibres plus courtes permettent clairement des taux d'acquisition plus élevés.

### Mesures de température
Bien que le système soit sensible à la fois aux variations de température et de contrainte, celles-ci peuvent souvent être séparées car celles dues à la température ont tendance à se produire à une gamme de fréquences plus basse que la contrainte. Contrairement à d'autres techniques de fibres distribuées telles que celles basées sur la diffusion Brillouin ou Raman, la détection acoustique distribuée n'est capable de détecter que les changements de température plutôt que sa valeur absolue.

## Comparaison avec d'autres techniques de détection distribuée par fibre optique
La détection acoustique distribuée repose sur la lumière rétrodiffusée par Rayleigh à partir de petites variations de l'indice de réfraction de la fibre. La lumière rétrodiffusée a la même fréquence que la lumière transmise. Il existe un certain nombre d'autres techniques de détection par fibre distribuée qui reposent sur différents mécanismes de diffusion et peuvent être utilisées pour mesurer d'autres paramètres. La diffusion Brillouin se produit en raison de l'interaction entre la lumière et les phonons acoustiques se déplaçant dans la fibre. Comme la lumière est diffusée par un phonon en mouvement, sa fréquence est décalée par effet Doppler d'environ 10 GHz. La lumière est générée à la fois au-dessus (décalage anti-Stokes) et en dessous ( décalage de Stokes ) de la fréquence optique d'origine. Les décalages d'intensité et de fréquence des deux composants dépendent à la fois de la température et de la contrainte et en mesurant les décalages, les valeurs absolues des deux paramètres peuvent être calculées à l'aide d'un système de détection de température et de contrainte distribuée (DTSS). La diffusion de Brillouin est beaucoup plus faible que la diffusion de Rayleigh et les réflexions d'un certain nombre d'impulsions doivent donc être additionnées pour permettre la réalisation des mesures. Par conséquent, la fréquence maximale à laquelle les changements peuvent être mesurés à l'aide de la diffusion de Brillouin est généralement de quelques dizaines de Hz. La diffusion Raman se produit lorsque la lumière est diffusée en interaction avec des vibrations moléculaires dans la fibre. Comme pour la diffusion Brillouin, des composants Stokes et anti-Stokes sont produits et ceux-ci sont décalés de la longueur d'onde de la lumière incidente de plusieurs dizaines de nanomètres. En mesurant le rapport d'intensité entre les composants Stokes et anti-Stokes, une valeur absolue de température peut être mesurée par un système de détection de température distribuée (DTS). Les décalages de longueur d'onde plus importants par rapport à la diffusion Brillouin signifient qu'il est plus facile de séparer la lumière Raman diffusée de la composante diffusée Rayleigh non décalée. Cependant, l'intensité du scatter Raman est encore plus faible que le scatter Brillouin et il est donc normalement nécessaire de faire la moyenne pendant plusieurs secondes voire minutes afin d'obtenir des résultats raisonnables. Par conséquent, les systèmes basés sur Raman ne conviennent que pour mesurer des températures variant lentement.

### Réflectométrie optique cohérente sensible à la phase dans le domaine temporel
La réflectométrie optique cohérente sensible à la phase dans le domaine temporel (ϕ-OTDR) est une technique qui peut fournir une sensibilité et une résolution suffisantes pour ces systèmes de détection acoustique distribués. Les techniques de réflectométrie optique standard dans le domaine temporel utilisent des sources lumineuses avec des longueurs de cohérence, qui sont plus courtes que les longueurs d'impulsion. Cela peut produire une somme d'intensités rétrodiffusées à partir de chaque centre de diffusion, ce qui permet de surveiller les épissures et les ruptures de câbles à fibres optiques. Au contraire, dans les capteurs basés sur le ϕ-OTDR, la longueur de cohérence des lasers est plus longue que leur longueur d'impulsion. Un événement à proximité de la fibre génère une onde acoustique qui affecte la fibre optique en modifiant les phases des centres de rétrodiffusion. Une analyse de tels signaux peut révéler leur impact sur le capteur et surveiller les sources acoustiques situées à proximité des objets fibreux.

## Applications
La sensibilité et la vitesse de la détection basée sur Rayleigh permettent une surveillance distribuée des signaux acoustiques sur des distances de plus de 100 km  de chaque source laser. Les applications typiques incluent 
- la surveillance continue des pipelines pour détecter les interférences indésirables et les fuites ou les irrégularités de débit ;
- surveillance des câbles d'alimentation pour détecter les interférences indésirables et les défauts de câble[5],[6] ;
- surveiller le trafic (routes, chemins de fer et trains [7] ), les frontières et autres périmètres sensibles [8] pour détecter toute activité inhabituelle ; et même des applications de surveillance de puits de pétrole où la technologie permet de déterminer l'état du puits tout au long de sa longueur en temps réel. La capacité de la fibre optique à fonctionner dans des environnements difficiles rend la technologie particulièrement bien adaptée aux scénarios dans lesquels les systèmes de détection typiques sont inutilisables ou peu pratiques en raison des conditions environnementales[9]. La longue portée de la technologie permet également son utilisation dans la détection sismique. Un câble peut fournir une ligne continue de surveillance de l'activité sismique régionale et également détecter des tremblements de terre à des milliers de kilomètres[10].